# Dreamgirls (film)
Dreamgirls è un film del 2006 scritto e diretto da Bill Condon. Tratto dall'omonimo musical ispirato alla vita e al successo delle Supremes, vede tra gli interpreti Jennifer Hudson, Beyoncé Knowles, Jamie Foxx e Eddie Murphy, Danny Glover e Anika Noni Rose.
Alla sua uscita, il film ha raccolto recensioni positive da parte della critica, che ha particolarmente elogiato la regia di Condon, la colonna sonora, i costumi le scenografie e le prestazioni del cast, in particolare di Hudson, Murphy e Knowles. Oltre alle composizioni originali di Henry Krieger e Tom Eyen, per il film sono state aggiunte quattro nuove canzoni, tra cui Listen, interpretato da Beyoncé, e Love You I Do, cantato da Jennifer Hudson.
Alla 79ª edizione degli Academy Awards, il film ha ricevuto ben otto candidature, vincendo come miglior attrice non protagonista per la Hudson, e come miglior mixaggio sonoro. Alla 64ª edizione dei Golden Globe, ha vinto tre premi, tra cui quello per il miglior film commedia o musicale. Il film e i brani interpretati hanno vinto premi ai Critics' Choice Awards, Grammy Award, Screen Actors Guild Award, NAACP Image Award e BAFTA Awards.
Con un budget di produzione di 75 milioni di dollari, Dreamgirls è uno dei film più costosi con un cast prevalentemente afroamericano nella storia del cinema statunitense, ottenendo inoltre ampio successo commerciale, incassando oltre 155 milioni di dollari al box office internazionale.

## Trama
Dall'omonimo celebre musical di Broadway, la storia della frenetica corsa verso il successo delle Dreamettes, un trio di cantanti afroamericane, ispirato alle vere Supremes, gruppo nel quale cantava Diana Ross, che decretarono il trionfo della black music nel panorama USA degli anni sessanta e anni settanta.
Curtis è un giovane venditore di auto amante della musica, e collabora con il suo amico Marty che fa da manager ad alcuni artisti di colore. Dopo aver assistito allo spettacolo di tre giovanissime e talentuose ragazze - Effie, Deena e Lorell - le convince a diventare il loro manager, e scrittura anche C.C., il fratello di Effie nonché paroliere e musicista del gruppo. Curtis propone a Marty di farle diventare le coriste del famoso Jimmy Thunder Early, e il sodalizio musicale funziona benissimo, ma col tempo Curtis mal sopporta l'atteggiamento di Marty, troppo prudente e legato al solito giro da lui creato; Curtis sogna la fama e di sfondare nel grande giro, ancora appannaggio dei cantanti bianchi. Curtis inizia anche una relazione con Effie, prima corista, e lo stesso succede tra Jimmy e Lorell, nonostante lui sia sposato (la relazione durerà fino alla morte di Jimmy).
Jimmy e le coriste "Dreamettes" hanno sempre più successo, e Curtis riesce ad ottenere una data in un buon locale di Las Vegas; purtroppo l'esuberanza di Jimmy, abituato a flirtare con il pubblico femminile, viene mal accolta dal pubblico bianco. Curtis decide che è il momento di staccare le coriste da lui e farle diventare un gruppo a sé, Le Dreams. In questa transizione però Deena, che ha una voce notevole, più immediata e con una migliore presenza scenica, diventa la cantante di punta a discapito di Effie, molto talentuosa ma meno attraente. Il primo disco delle ragazze è un gran successo ma, come accade spesso, viene plagiato da un gruppo bianco e mandato in radio solo in questa versione. Curtis decide allora di pagare sottobanco i deejay perché mandino in onda le loro canzoni, in modo che i suoi cantanti abbiano il successo che meritano. Il successo delle Dreams cresce sempre di più come anche quello della casa discografica di Curtis, la Rainbow record; però i dissidi tra Effie e Deena e la relazione traballante di Effie e Curtis creano non pochi problemi. Inoltre Effie diventa sempre più goffa ed indisponente durante le esibizioni. Alle prove del concerto di Capodanno, Effie non si presenta in tempo e viene sostituita da una nuova cantante, Michelle; sentendosi tradita, lascia il gruppo, senza rivelare a Curtis di aspettare un figlio da lui.
Passano dieci anni. Effie non ha trovato ingaggi musicali ma si barcamena come madre single della piccola Magic. Le Dreams, ribattezzate "Deena e le Dreams" sono all'apice della carriera e la Rainbow records, ora una potente etichetta discografica, ci mostra uno spaccato dell'evoluzione della scena musicale negli anni settanta e ottanta. Curtis e Deena sono sposati e lui progetta l'ambizioso film di Cleopatra che consacri Deena come stella del cinema, mentre lei vorrebbe scegliere da sé cosa fare. Lo show business ha reso Curtis uno spietato uomo d'affari che bada più agli aspetti economici anche a discapito dei suoi fidati amici e collaboratori: C.C. non sopporta che le sue canzoni si trasformino in pezzi da disco music senza sostanza, mentre Jimmy è frustrato di non poter abbandonare il look e le canzoni d'amore che l'hanno reso famoso, mentre ora desidera fare canzoni impegnate (che parlino di politica, guerra, questioni razziali) e inoltre ha sviluppato una seria dipendenza da cocaina.
Dopo una diretta disastrosa in cui Jimmy canta una canzone non in scaletta e fa un'esibizione provocatoria, Curtis lo licenzia e lo minaccia. Stanco delle pressioni Jimmy si ubriaca e si droga, morendo di overdose. Alla serata in memoria del cantante in un locale del loro vecchio quartiere, Effie incontra Marty e i due, con la collaborazione di C.C., producono un ottimo brano da solista. il pezzo viene apprezzato ma Curtis se ne appropria (dato che C.C.ha un contratto di esclusiva) e lo fa cantare a Deena senza dirle nulla. Quando Effie si presenta con gli avvocati alla Rainbow records Deena ed Effie hanno modo di parlare; Deena decide di aiutare Effie, consegnandole il libro nero di Curtis dove sono segnati tutti gli illeciti, e trova il coraggio di lasciare Curtis e la casa discografica. Alla première del gruppo delle Dreams, Deena ha invitato anche Effie e le quattro Dreams cantano insieme sul palco. Tra il pubblico c'è anche Magic e Curtis sembra capire che è anche sua figlia.

## Personaggi
- Effie White, interpretata da Jennifer Hudson; ispirata al membro delle Supremes, Florence Ballard,[9] Effie è una cantante di talento ma capricciosa che soffre quando Curtis, l'uomo che ama, la sostituisce come cantante principale delle Dreams. Con l'aiuto del vecchio manager di Jimmy, Marty, la cantante inizia a ricostruirsi la carriera un decennio dopo, mentre cresce sua figlia Magic, avuta con Curtis.
- Curtis Taylor, interpretato da Jamie Foxx; basato sul fondatore della Motown Records,[10] Curtis è un viscido venditore di Cadillac trasformato in dirigente discografico dell'etichetta Rainbow Records, con un'ambizione spietata nella sua ricerca di rendere i suoi artisti neri famosi al pubblico bianco. Inizialmente coinvolto romanticamente con Effie, Curtis prende un interesse professionale e personale per Deena dopo averla nominata cantante delle Dreams al posto di Effie.
- Deena Jones, interpretata da Beyoncé; basata sulla star della Diana Ross,[11] Deena è una giovane donna molto timida che diventa una star dopo che Curtis la nomina cantante delle Dreams. Questo, così come il suo coinvolgimento romantico e il successivo matrimonio con Curtis, attira l'ira di Effie, anche se Deena si rende conto nel tempo di essere una marionetta per il suo marito, che la vede come un mezzo per il successo.
- Lorrell Robinson, interpretata da Anika Noni Rose; ispirata al membro delle Supremes Mary Wilson,[9] è una buona cantante e corista delle Dreams che si innamora profondamente dello sposato Jimmy Early, divenendo la sua amante.
- Clarence Conrad, interpretato da Keith Robinson; ispirato al vicepresidente della Motown, nonché compositore e cantautore, Smokey Robinson,[9] è il fratello minore di Effie e principale compositore di canzoni prima delle Dreams.
- James "Thunder" Early, interpretato da Eddie Murphy; ispirato da cantanti R&B/soul come James Brown, Jackie Wilson e Marvin Gaye,[9] è un rauco performer dell'etichetta Rainbow impegnato in una relazione adulterina con il membro delle Dreams, Lorrell. La celebrità di Jimmy si affievolisce mentre quella delle Dreams aumenta, e di conseguenza cade in depressione, che affronta con l'abuso di droghe.
- Marty Madison, interpretato da Danny Glover; manager originale di Jimmy prima che Curtis entrasse in scena;[9] Marty serve sia come consigliere che come confidente di Jimmy, e più tardi anche di Effie.
- Michelle Morris, interpretata da Sharon Leal; basata sul membro delle Supremes Cindy Birdsong,[10] la segretaria di Curtis che sostituisce Effie. Nel corso della storia inizia a frequentare Clarence Conrad.
- Wayne, interpretato da Hinton Battle;[9] venditore della concessionaria Cadillac di Curtis che diventa il primo produttore discografico di Rainbow e braccio destro di Curtis.
- May, interpretata da Yvette Cason, madre di Deena,[9] sostiene la figlia nel corso delle sue scelte di vita, non sempre condivise.
- Jazz Singer, interpretata da Loretta Devine,[9] cantante jazz di successo
- Melba Early, interpretata da Dawnn Lewis;[9] moglie di James
- Jerry Harris, interpretato da John Lithgow,[9] produttore cinematografico che cerca di ingaggiare Deena
- Sam Walsh, interpretato da John Krasinski,[9] sceneggiatore e regista di Jerry Harris
- Agente di talent show, interpretato da Jaleel White,[9] nel ruolo di agente alla ricerca di nuovi talenti per il Detroit Theatre
- Janice,[9] interpretata da Cleo King
- Nicky Cassaro,[9] interpretato da Robert Cicchini
- Segretaria di Curtis, interpretata da Yvette Nicole Brown
- Magic White, interpretata da Mariah I. Wilson, figlia di Effie

## Produzione

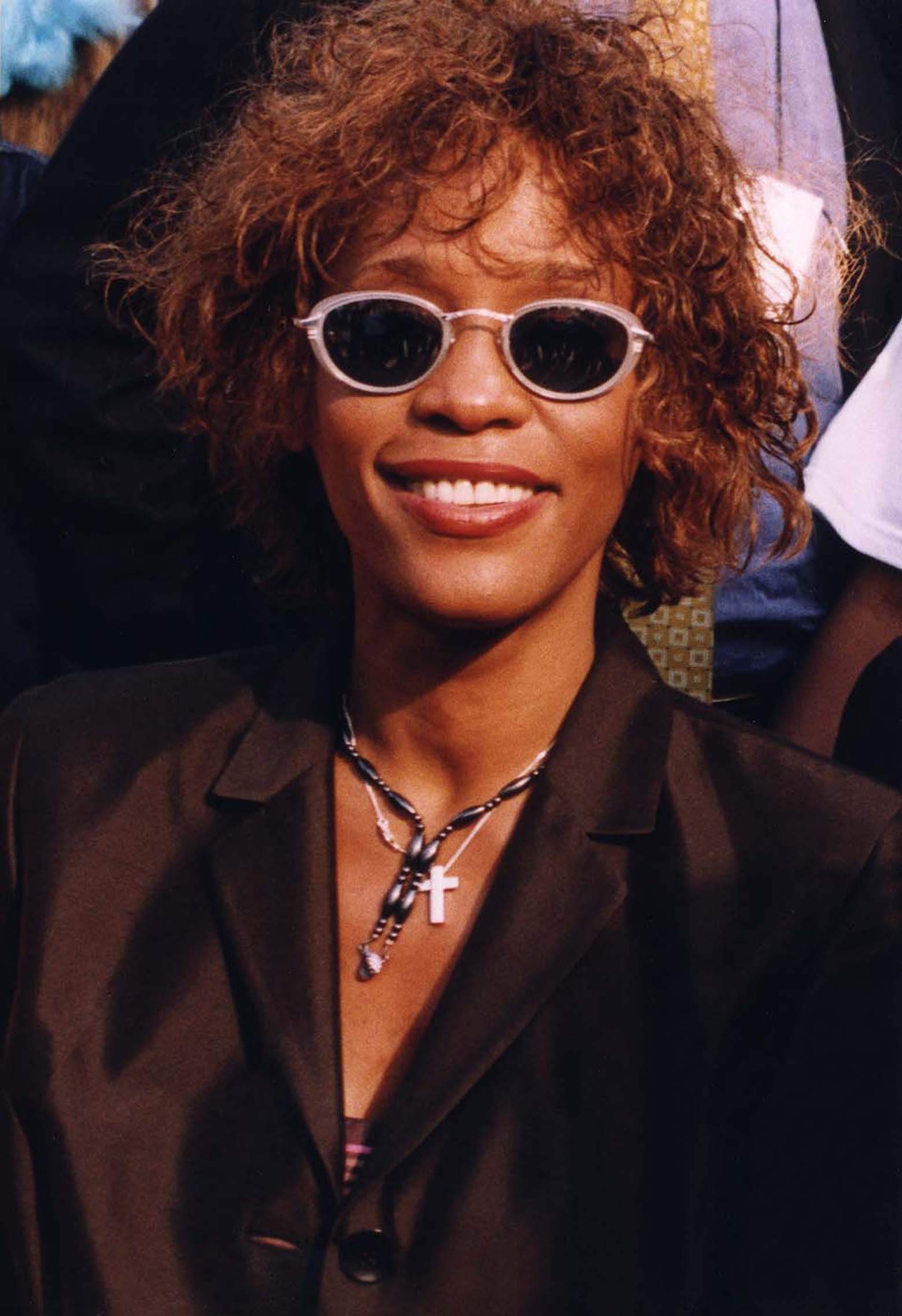
Whitney Houston era stata scelta per il ruolo di Deena nel 1987.

Negli anni '80 e '90, sono stati fatti diversi tentativi di produrre un adattamento cinematografico del musical di Broadway Dreamgirls, sebbene il detentore dei diritti di riproduzione e finanziatore del musical David Geffen si sia sempre opposto agli adattamenti cinematografici proposti. Nel 1987 Geffen, che all'epoca gestiva la sua società di produzione cinematografica Geffen Pictures, associata alla Warner Bros., iniziò i colloqui con lo sceneggiatore e produttore di Broadway Howard Ashman per adattarlo come un veicolo di star per Whitney Houston, che avrebbe interpretato Deena. La produzione incontrò dei problemi quando Houston volle cantare sia le canzoni di Deena che quelle di Effie, in particolare And I Am Telling You I'm Not Going, non permettendo di proseguire con le trattative.
Quando Geffen co-fondò la DreamWorks nel 1994, i diritti di Dreamgirls rimasero alla Warner Bros. La Warner pianificò di portare avanti il film con il regista Joel Schumacher e la sceneggiatrice Tina Andrews, senza mai arrivare alla produzione del progetto cinematografico.
L'adattamento di Dreamgirls della DreamWorks nacque dopo che la versione cinematografica del musical di Broadway Chicago fu un successo sia al box office che agli Academy Awards. Lo sceneggiatore e regista di Chicago, Bill Condon, e il produttore Laurence Mark alla fine del 2002 hanno avuto una cena con Geffen, convincendolo a permettere Condon di scrivere una sceneggiatura per Dreamgirls. Dopo aver inviato a Geffen la prima bozza della sua sceneggiatura nel gennaio 2005, l'adattamento di Condon di Dreamgirls fu approvato.
La Warner Bros., che aveva mantenuto i diritti cinematografici di Dreamgirls, e aveva accettato di co-produrre con la DreamWorks. Tuttavia, dopo che il casting fu completato, il film fu preventivato a 73 milioni di dollari e la Warner si tirò indietro dalla produzione. Geffen, assumendo il ruolo di co-produttore, portò la Paramount Pictures a co-finanziare e distribuire Dreamgirls, vista la decisione della Paramount di acquistare la società di produzione di Geffen. Il film completato aveva un budget di produzione di 75 milioni di dollari, rendendo Dreamgirls il film più costoso con un cast stellare all-black nella storia del cinema.

### Adattamenti alla sceneggiatura cinematografica
Mentre gran parte della storia del musical teatrale rimane intatta, sono stati apportati alcuni cambiamenti significativi. La città natale delle Dreams, ambientazione di gran parte del film, fu spostata da Chicago a Detroit, la vera città natale delle Supremes e della Motown Records. I ruoli di molti dei personaggi furono collegati più da vicino alle loro reali ispirazioni, seguendo un suggerimento di Geffen.

### Riprese
Il film è stato girato principalmente negli studi al Los Angeles Center Studios e in location nell'area di Los Angeles, con alcune riprese girate a Detroit, Miami, e New York. Il team di illuminazione di Broadway di Jules Fisher e Peggy Eisenhauer è stato coinvolto per ricreare le tecniche di illuminazione teatrale per i numeri musicali del film.
Le riprese sono state completate nelle prime ore del mattino del 8 aprile 2006, dopo aver impiegato quattro giorni per girare il numero musicale di Jennifer Hudson And I Am Telling You I'm Not Going. Originariamente programmato per essere girato in un solo giorno, Condon fu costretto a chiedere tempo e denaro extra per finire le riprese della scena della performance canora, poiché la voce della Hudson avrebbe ceduto dopo quattro ore di riprese del numero musicale, e lei non era in grado di cantare plausibilmente in playback.
Dopo le proiezioni in anteprima durante l'estate del 2006, diversi minuti di filmati musicali sono stati eliminati dal film a causa delle reazioni negative del pubblico alla quantità di musica. Tra questi filmati c'era un intero numero musicale, la reunion cantata di C.C. ed Effie Effie, Sing My Song, che è stato sostituito con una versione alternativa parlata.

## Promozione

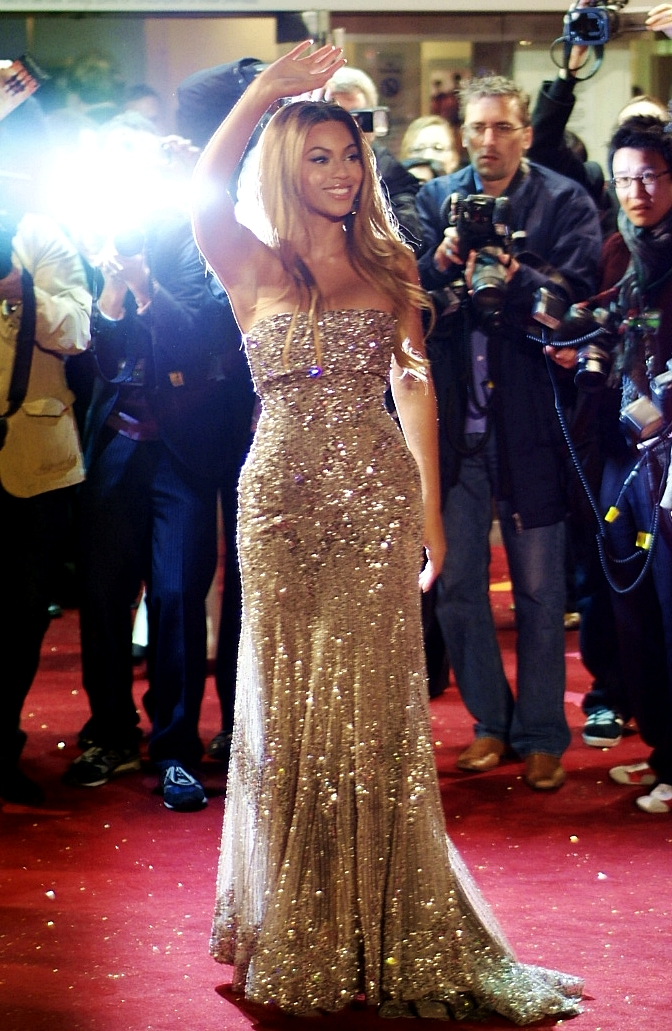
Beyoncé all'anteprima del film Dreamgirls

Dreamgirls ha debuttato il 4 dicembre 2006 allo Ziegfeld Theatre di New York, dove ha ricevuto una standing ovation. La prima del film a Los Angeles si è tenuta l'11 dicembre al Wilshire Theater di Beverly Hills.
Simile alle uscite di vecchi musical hollywoodiani come The Sound of Music, My Fair Lady e West Side Story, Dreamgirls ha debuttato con tre speciali roadshow di dieci giorni a partire dal 15 dicembre 2006 allo Ziegfeld Theatre di New York, al Cinerama Dome di Los Angeles e all'AMC Metreon 15 di San Francisco. I biglietti per i posti riservati costavano 25 dollari l'uno; il prezzo premium includeva un programma di quarantotto pagine a colori e una litografia a stampa limitata. Questa uscita fece di Dreamgirls il primo lungometraggio americano ad avere un'uscita roadshow dai tempi di Man of La Mancha nel 1972. Il film guadagnò un totale di 851.664 dollari dagli impegni roadshow, facendo registrare il tutto esaurito nei fine settimana. L'uscita nazionale del film, a prezzi regolari, iniziò il 25 dicembre. Al di fuori degli Stati Uniti, Dreamgirls ha aperto in Australia il 18 gennaio, e nel Regno Unito il 2 febbraio. Le uscite in altri paesi iniziarono in varie date tra gennaio e l'inizio di marzo. Dreamgirls alla fine ha incassato 103 milioni di dollari in Nord America, e quasi 155 milioni di dollari in tutto il mondo.
DreamWorks Home Entertainment ha distribuito Dreamgirls in home video il 1 maggio 2007, nei formati DVD, HD DVD e Blu-ray. La versione DVD è stata pubblicata in due edizioni: una versione standard a un disco e una "Showstopper Edition" a due dischi. La versione a due dischi includeva anche un lungometraggio documentario di produzione, screen test, animazioni, e altri materiali di previsualizzazione e artwork. A partire dal 2017, il totale delle vendite video nazionali ad oggi è di 95,1 milioni di dollari.

## Colonna sonora
I supervisori musicali del progetto cinematografico, Randy Spendlove e Matt Sullivan, assunto team di produzione The Underdogs, formato da Harvey Mason e Damon Thomas, per ristrutturare e arrangiare il musical di Henry Krieger. Durante la post-produzione, al compositore Stephen Trask fu incaricato di fornire ulteriore materiale musicale per il film. Diversi numeri musicali della colonna sonora di Broadway non furono inclusi nella versione cinematografica, in particolare l'assolo di Lorrell Ain't No Party. Quattro nuove canzoni furono aggiunte per il film: Love You I Do, Patience, Perfect World e Listen. Tutte le nuove canzoni hanno la musica composta dal compositore originale di Dreamgirls Henry Krieger.
L'album Dreamgirls: Music from the Motion Picture è stato pubblicato il 5 dicembre dalla casa di produzione di Mathew Knowles, la Music World Entertainment, sia in una versione a disco singolo contenente i punti salienti e un doppio disco, contenente tutte le canzoni del film. La versione a disco singolo della colonna sonora ha raggiunto il primo posto nella Billboard 200 all'inizio di gennaio 2007. Il progetto discografico è stato candidato ai Grammy Award alla miglior compilation/colonna sonora per un film, vincendo come miglior album di musica originale ai British Academy of Film and Television Arts Awards, NAACP Image Award e Black Reel Awards.
Il singolo Listen, interpretato da Beyoncé, è stato il primo singolo ufficiale della colonna sonora, il quale ha esordito nelle principali classifiche internazionali, ottenendo il Critics' Choice Awards alla miglior canzone, e candidature nella medesima categoria agli Academy Award, Golden Globe e Satellite Award. Il secondo estratto, And I Am Telling You I'm Not Going di Jennifer Hudson, venne scelto come colonna sonora ufficiale del film. Inoltre i brani Love You I Do e Patience ottengono entrambi una nomiana agli Academy Award come miglior canzone originale.

## Accoglienza
L'adattamento cinematografico del musical ha accolto pareri generalmente favorevoli dalla critica cinematografica, rimasta piacevolmente sorpresa dalle «performance elettrizzanti e i numeri musicali abbaglianti».
Peter Travers di Rolling Stone ha dato al film tre stelle e mezzo su quattro e la posizione numero due nella sua lista dei "migliori del 2006", affermando che «nonostante gli urti di transizione, Condon rende Dreamgirls orgoglioso». Travers nel corso della recensione scrive che si tratta di «una storia attuale su come la musica può vendere la sua anima all'avidità e al compromesso; [...] una storia di artisti neri che rompono la barriara del razzismo, la famiglia e l'R&B» rimanendo affascinato da come viene trattato il tema dei diritti civili negli Stati Uniti, affermando che «Condon lascia che il movimento di protesta dei diritti civili scivoli nell'inquadratura con titoli di giornale, clip di notizie e una scena sorprendente in cui Effie affronta una rivolta nelle strade con un silenzio stupito. È la guerra per l'uguaglianza dei neri nell'industria musicale che attira la sua attenzione e ci coinvolge».
Philip French, recensendo il film per The Guardian, afferma che si tratti di uno dei migliori film tratti da un musical di tutti i tempi. French apprezza la regia di Condon, scrivendo che «ha mostrato il suo talento nel collocare le cine-biografie in un contesto storico» soffermandosi poi sulle performance degli attori, definendo quella di Eddie Murphy come «la cosa migliore che ha fatto da più di 20 anni, con maturità e una profondità di sentimenti», quella di Beyoncé «una presenza incantevole e grintosa» e trovando in Jennifer Hudson «la rivelazione del film, una recitazione meravigliosa».
La conduttrice televisiva Oprah Winfrey ha visto il film durante una proiezione per la stampa il 15 novembre, e ha telefonato alla Hudson nell'episodio di The Oprah Winfrey Show, andato in onda il giorno dopo, elogiando la sua performance come «un'esperienza religiosa e una trascendente».
Riconoscimenti di fine anno
2º — Rolling Stone

## Riconoscimenti
- 2007 - Premio Oscar[33]

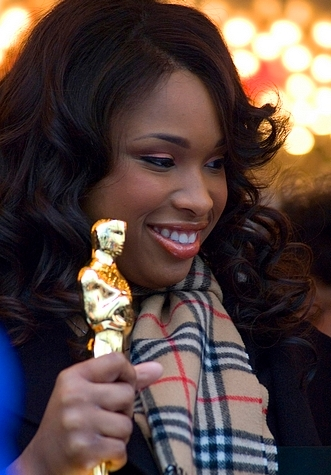
Jennifer Hudson nel 2007 con l'Oscar vinto come miglior attrice non protagonista

  - Miglior attrice non protagonista a Jennifer Hudson
  - Miglior sonoro a Michael Minkler, Bob Beemer e Willie D. Burton
  - Nomination Miglior attore non protagonista a Eddie Murphy
  - Nomination Migliore scenografia a John Myhre e Nancy Haigh
  - Nomination Migliori costumi a Sharen Davis
  - Nomination Miglior canzone (Listen) a Henry Krieger, Scott Cutler e Anne Preven
  - Nomination Miglior canzone (Love You I Do) a Henry Krieger e Siedah Garrett
  - Nomination Miglior canzone (Patience) a Henry Krieger e Willie Reale
- 2007 - Golden Globe
  - Miglior film commedia o musicale
  - Miglior attore non protagonista a Eddie Murphy
  - Miglior attrice non protagonista a Jennifer Hudson
  - Nomination Miglior attrice in un film commedia o musicale a Beyoncé
  - Nomination Miglior canzone (Listen) a Henry Krieger, Beyoncé, Scott Cutler e Anne Preven
- 2007 - Premio BAFTA
  - Miglior attrice non protagonista a Jennifer Hudson
  - Nomination Miglior colonna sonora a Henry Krieger
- 2006 - National Board of Review Award
  - Miglior performance rivelazione femminile a Jennifer Hudson
- 2007 - Broadcast Film Critics Association Award
  - Miglior attore non protagonista a Eddie Murphy
  - Miglior attrice non protagonista a Jennifer Hudson
  - Miglior colonna sonora adattata
  - Miglior canzone (Listen) a Beyoncé
  - Nomination Miglior film
  - Nomination Miglior cast
  - Nomination Migliore regia a Bill Condon
- 2007 - MTV Movie Award
  - Nomination Miglior performance a Jennifer Hudson
  - Nomination Miglior performance a Beyoncé
- 2007 - Screen Actors Guild Award
  - Miglior attore non protagonista a Eddie Murphy
  - Miglior attrice non protagonista a Jennifer Hudson
  - Nomination Miglior cast
- 2006 - Satellite Award
  - Miglior film commedia o musicale
  - Migliore regia a Bill Condon
  - Miglior attrice non protagonista a Jennifer Hudson
  - Miglior sonoro a Michael Minkler, Bob Beemer, Richard E. Yawn e Willie D. Burton
  - Nomination Miglior attrice in un film commedia o musicale a Beyoncé
  - Nomination Migliore sceneggiatura non originale a Bill Condon
  - Nomination Migliore scenografia a Tomas Voth, John Myhre e Nancy Haigh
  - Nomination Migliori costumi a Sharen Davis
  - Nomination Miglior montaggio a Virginia Katz
  - Nomination Miglior canzone (Love You I Do) a Henry Krieger e Siedah Garrett
  - Nomination Miglior canzone (Listen) a Henry Krieger, Scott Cutler e Anne Preven